# Trinxar

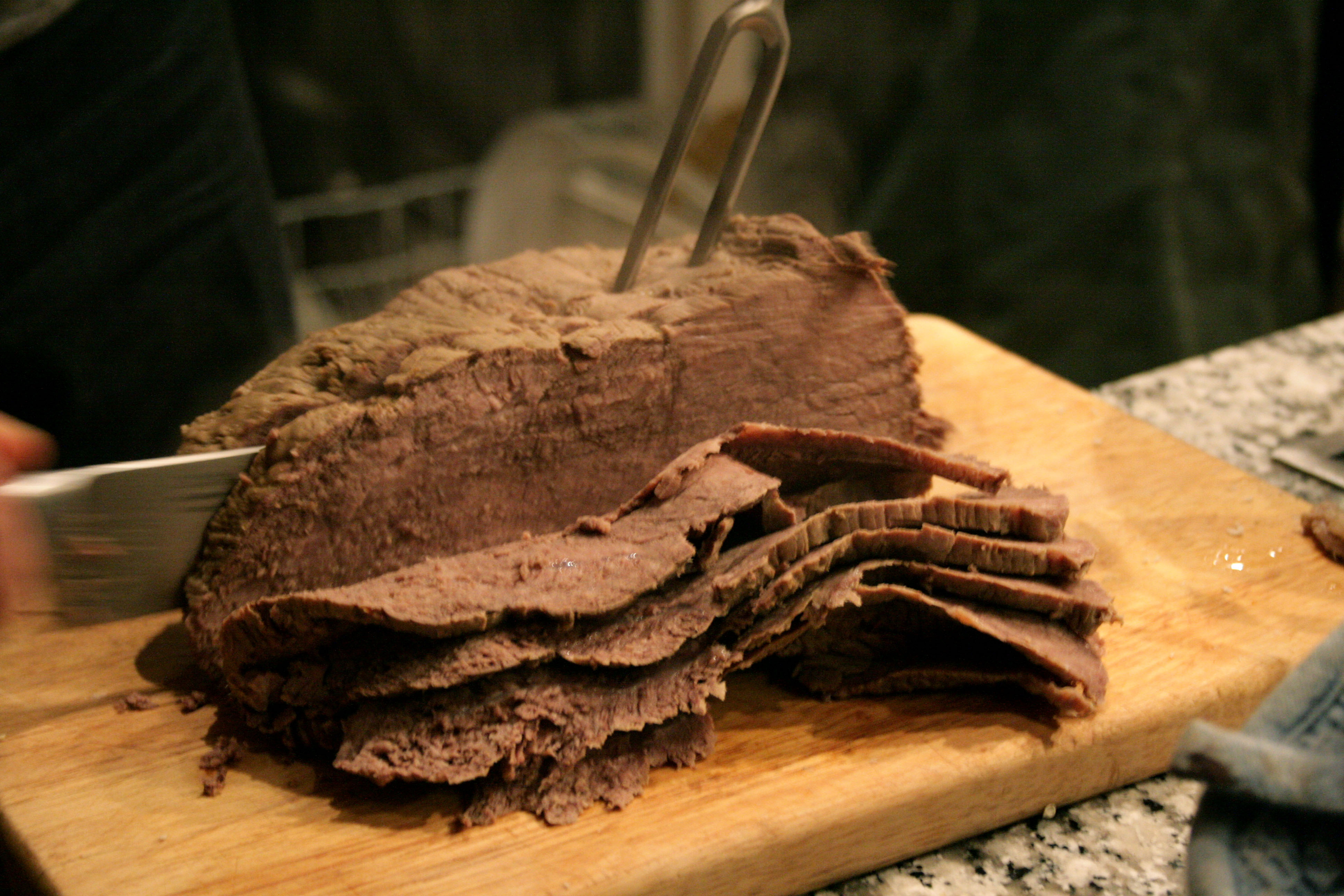
Efecte de trinxar un tros de carn per a fer un Tafelspitz típic de la cuina austríaca.

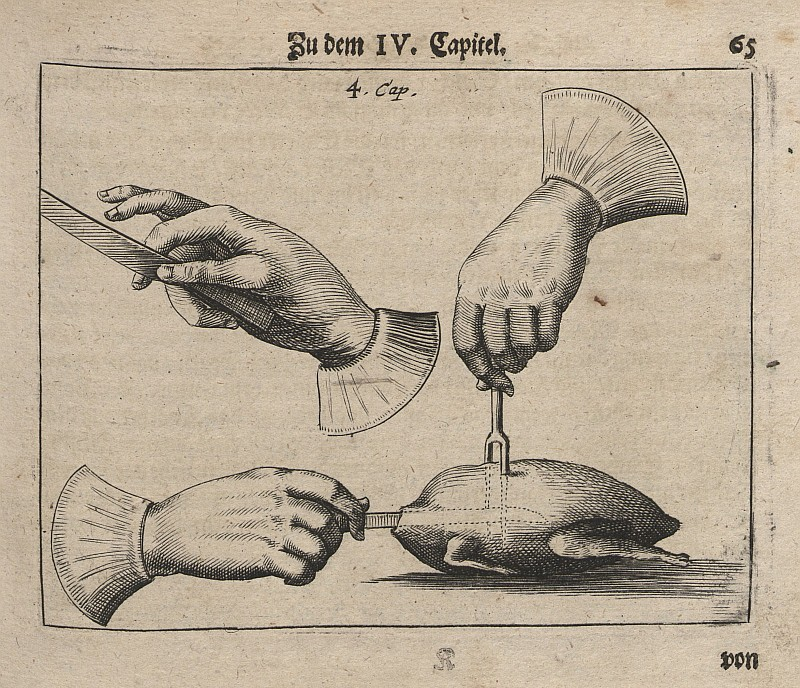
Accions del trinxant

L'operació de trinxar es realitza quan es desitja tallar aliments (etimològicament prové del francès trancher - tallar), l'operació es denomina quan es tallen carns d'ocells, porc, ovins, etc. encara que també s'aplica al tall de verdures. L'operació s'aplica també a les tasques de desossatge, despecejar, escalopar.

## Història
En l'Edat Mitjana existien especialistes en l'art de trinxar que havien de saber anatomia i gastronomia per saber quines peces eren les més apetitoses: l'escuder trinxant.
Els senyors de l'Edat Mitjana s'agradaven d'ostentar els seus rostits fent ells mateixos l'operació de trinxament, essent part de l'orgull de l'amfitrió. Sempre ha estat considerada l'operació de trinxar com una operació cerimonial prèvia a l'acte de menjar. Els llibres de cuina antics dediquen en la major part dels casos una secció a la "pedra d'esmolar" dels trinxants.

## Regles bàsiques
- Els ganivets i eines de tallar han de ser ben netes i afilades
- El trinxador s'ha de mantenir a distància adequada dels comensals, per a evitar esquitxades
- S'ha de començar a servir les persones principals de la taula, o en defecte d'això primer les persones convidades.
- En cap cas ha d'esclafar-se, ni destrossar-se el menjar a repartir